# Rawsonia lucida
Rawsonia lucida es una especie de Magnoliopsida del género Rawsonia, de la familia Achariaceae, del orden Malpighiales.

## Distribución
Rawsonia lucida se distribuye por República Democrática del Congo (Zaire), Ruanda, Sudán del Sur, Uganda, Kenia, Tanzania, Angola, Zambia, Malaui, Zimbabue, Mozambique, Sudáfrica (Limpopo, Mpulamanga, KwaZulu-Natal, E-Cape Prov) y Eswatini (Swaziland).

## Taxonomía
Fue descrita científicamente por Harv. & Sond.. Fue publicado por primera vez en Harv. & Sond. (1860). In: Fl. Cap. 1: 67..